# Blooming Grove (New York)
Blooming Grove est une ville du comté d'Orange, dans l'État de New York, aux États-Unis,. En 2020, elle comptait une population de 18 811 habitants.

## Démographie
Lors du recensement de 2010, la ville comptait une population de 18 028 habitants, tandis qu'en 2020, elle en compte 18 811.